# Muszajrifa Kiblijja (Idlib)
Muszajrifa Kiblijja (arab. مشيرفة قبلية) – wieś w Syrii, w muhafazie Idlib. W 2004 roku liczyła 493 mieszkańców.